# Parachadisra varia
Parachadisra varia är en fjärilsart som beskrevs av George Thomas Bethune-Baker. Parachadisra varia ingår i släktet Parachadisra och familjen tandspinnare. Inga underarter finns listade i Catalogue of Life.